# По ту сторону тьмы
«По ту сторону тьмы» (итал. La Casa 5; англ. Beyond Darkness; Ghosthouse 3; House 5; Evil Dead 5) — итальянский фильм ужасов режиссёра Клаудио Фрагассо, в России также известный как «Дом с привидениями 3», «Могильник 3», «Врата ада», «Дом 5». Премьера фильма состоялась 31 июля 1990 года.

## Сюжет
Священник Джордж приезжает в тюрьму штата Луизиана, чтобы отпустить грехи приговорённой к смертной казни маньячке-детоубийце. Отказавшись покаяться, та дарит Джорджу мистическую книгу, которую называет своей Библией.
Некоторое время спустя другой священник, Питер, вместе с женой Энни и двумя маленькими детьми, Кэрол и Мартином, переезжает в новый дом. В первый же вечер Кэрол замечает, что дверь в одну из комнат замурована, и из-за неё идёт странный свет. Ночью Кэрол слышит, что кто-то за дверью зовёт её по имени. Обследовав утром стену, Питер обнаруживает, что она горячая.
В доме начинают происходить сверхъестественные вещи: передвигаются вещи, налетают порывы ветра, бьётся посуда, по радио раздаются зловещие голоса. В довершение всего на домочадцев нападают одетые в чёрное призраки, которых Питеру удаётся временно изгнать с помощью креста и Библии.
Посетив на следующий день местную церковь, Питер узнаёт у преподобного Джонатана, что дом одержим нечистым духом, и именно ему предстоит его изгнать. На выходе из церкви Питер встречает Джорджа, который предупреждает, что живущая в доме нечисть сильна, и предлагает свою помощь, но видя, что Джордж утерял веру, Питер отказывается иметь с ним дело.
Вернувшись домой, Питер пытается увезти семью в безопасное место, но вновь объявившиеся призраки забирают Мартина. Приехавший к дому Джордж объясняет, что Мартин оказался в другом измерении, вход в которое находится за замурованной дверью.
Кирпичная кладка двери расплавляется сама собой, Джордж идёт внутрь и возвращается с Мартином и Энни, ранее попавшей туда через зеркало. На улице однако выясняется, что настоящий Мартин по-прежнему в доме, а тот, кого вынес Джордж — лишь его одержимый демоном двойник.
На следующий день Джордж рассказывает Питеру, что из полученной в тюрьме книги он узнал, что главного демона зовут Амет, и тот питается детскими душами. Тем временем одержимый Мартин пытается увести за дверь Кэрол, но при вмешательстве взрослых её удаётся спасти, после чего Кэрол и Энни уезжают из дома в церковь, а Питер с Джорджем начинают над Мартином обряд экзорцизма.
По завершении обряда Питер уводит Мартина из дома, однако выясняется, что тот всё ещё одержим. Демон сталкивает Питера с лестницы, и тот теряет сознание. Джорджа демоны сажают на электрический стул, и очнувшийся Питер не успевает ему помочь.
Вернувшаяся в дом Энни видит, что Питера тоже подчинил себе демон. Демон искушает Энни присоединиться к остальным и убить Мартина, но в это время супругам является видение преподобного Джонатана. Джонатану удаётся вывести Питера и Энни из-под контроля демона, после чего они убивают того ритуальным кинжалом, выбегают с Мартином из дома и садятся в машину, но та не заводится. Когда загорается злополучная книга, вместе с ней загорается весь дом, демоны исчезают, сам Джонатан погибает, однако семье удаётся уехать. Между тем в финале фильма находившийся без сознания Мартин открывает глаза, и становится ясно, что он всё ещё одержим.

## Главные роли
- Джин ЛеБрок — отец Питер
- Дэвид Брэндон — отец Джордж
- Барбара Бингэм — Энни